# Міноа (Нью-Йорк)
Міноа (англ. Minoa) — селище (англ. village) в США, в окрузі Онондага штату Нью-Йорк. Населення — 3657 осіб (2020).

## Географія
Міноа розташована за координатами 43°4′29″ пн. ш. 76°0′31″ зх. д. / 43.07472° пн. ш. 76.00861° зх. д. (43.074686, -76.008604).  За даними Бюро перепису населення США в 2010 році селище мало площу 3,30 км², уся площа — суходіл. В 2017 році площа становила 3,51 км², уся площа — суходіл.

## Демографія
Згідно з переписом 2010 року, у селищі мешкало 3449 осіб у 1401 домогосподарстві у складі 944 родин. Густота населення становила 1046 осіб/км².  Було 1454 помешкання (441/км²).
Расовий склад населення:
| - 95,4 % — білих - 2,0 % — азіатів - 0,7 % — корінних американців - 0,7 % — чорних або афроамериканців |

До двох чи більше рас належало 1,0 %. Частка іспаномовних становила 0,8 % від усіх жителів.
За віковим діапазоном населення розподілялося таким чином: 22,7 % — особи молодші 18 років, 61,2 % — особи у віці 18—64 років, 16,1 % — особи у віці 65 років та старші. Медіана віку мешканця становила 41,9 року. На 100 осіб жіночої статі у селищі припадало 88,0 чоловіків;  на 100 жінок у віці від 18 років та старших — 85,0 чоловіків також старших 18 років.
Середній дохід на одне домашнє господарство  становив 74 012 долари США (медіана — 59 209), а середній дохід на одну сім'ю — 87 707 доларів (медіана — 73 250). Медіана доходів становила 56 094 долари для чоловіків та 37 801 долар для жінок. За межею бідності перебувало 2,7 % осіб, у тому числі 1,5 % дітей у віці до 18 років та 4,4 % осіб у віці 65 років та старших.
Цивільне працевлаштоване населення становило 1900 осіб. Основні галузі зайнятості: освіта, охорона здоров'я та соціальна допомога — 41,6 %, фінанси, страхування та нерухомість — 10,3 %, роздрібна торгівля — 8,8 %.